# Francesco Bulgarini
Francesco Bulgarini (Tivoli, 21 settembre 1801 – Tivoli, 16 gennaio 1887) è stato uno storico, politico e mecenate italiano.

## Biografia
Nacque a Tivoli da nobile ed antica famiglia e visse sempre nella sua città natale.  
Fu storico, gonfaloniere di Tivoli, consigliere comunale, colonnello della Guardia Nazionale. Fu scelto nel 1847 come capitano e quindi primo maggiore del battaglione che si formò a Tivoli per la tutela dell'ordine pubblico, essendo colonnello Vittorio Emanuele Camillo IX Massimo, principe di Arsoli. Il 5 maggio 1849 si recò, come comandante della Guardia Civica, a conferire col generale Giuseppe Garibaldi che si era accampato nella zona di Villa Adriana; allo stesso modo il 3 luglio 1849 quando i Garibadini passarono per Tivoli dopo la sconfitta nella Repubblica Romana. 
Dalla lettura degli Atti della Prima riunione degli scienziati italiani a Pisa del 1839, nella sezione di Agronomia e Tecnologia, gli venne l'idea di far conoscere le pratiche dell'agricoltura nel territorio di Tivoli e più in generale nello Stato Pontificio, notizie che inserì nella seconda parte della sua opera principale, come Notizie Statistiche ed Agronomiche. In tal modo Francesco Bulgarini risultò un antesignano della moderna scienza della statistica. Infatti proprio mentre si stampava questa sua opera principale uscì l'Ordinanza del Consiglio dei Ministri dello Stato Pontificio, in data 18 settembre 1848, pubblicata dal Ministero del Commercio, Belle Arti, Industria e Agricoltura, con la quale si creava un Ufficio di Statistica presso il medesimo Ministero.
Molto sensibile all'istruzione dei giovani sulla storia patria, donò alle Scuole di allora una somma vincolata (o censo) di 240 scudi, con una rendita annua di 12 scudi, allo scopo di sostenere le spese per assegnare medaglie d’argento e di bronzo ai giovani che si fossero distinti nello studio della Storia di Tivoli. 
Per questo, volle anche dotare gli studenti di un “Compendio delle notizie su Tivoli ad uso dei giovinetti che frequentano l'Istituto dei Religiosi delle Scuole Cristiane di detta città”, distribuito gratuitamente. Si tratta di un libricino (stampato nel 1857 e ristampato nel 1880), concepito a domande e relative risposte, dove ci sono notizie di carattere storico, statistico, industriale ed agrario, con i prodotti locali della terra. Nella Prefazione si leggono i motivi che spinsero Francesco Bulgarini a stamparlo: «… ad incoraggiare i giovanetti nello studio delle cose patrie ed a ridestarne l’amore col sostenerne il decoro ed i vantaggi … ». Nel 1870 il censo passò al Comune di Tivoli e la prima premiazione avvenne il 13 agosto 1879. Era nato ufficialmente il “Premio Bulgarini sulla Storia di Tivoli". Il premio, destinato agli studenti delle Quinte Classi Elementari, durò sino al 1914. Nel 1953 fu ripristinato da Alfredo, erede di Francesco, insieme alla Società Tiburtina di Storia e d’Arte. Nuovamente però si interruppe agli inizi degli anni Settanta, poi ripreso a partire dall'anno scolastico 2019/2020, riservato sempre agli studenti dell’ultima classe della scuola primaria.

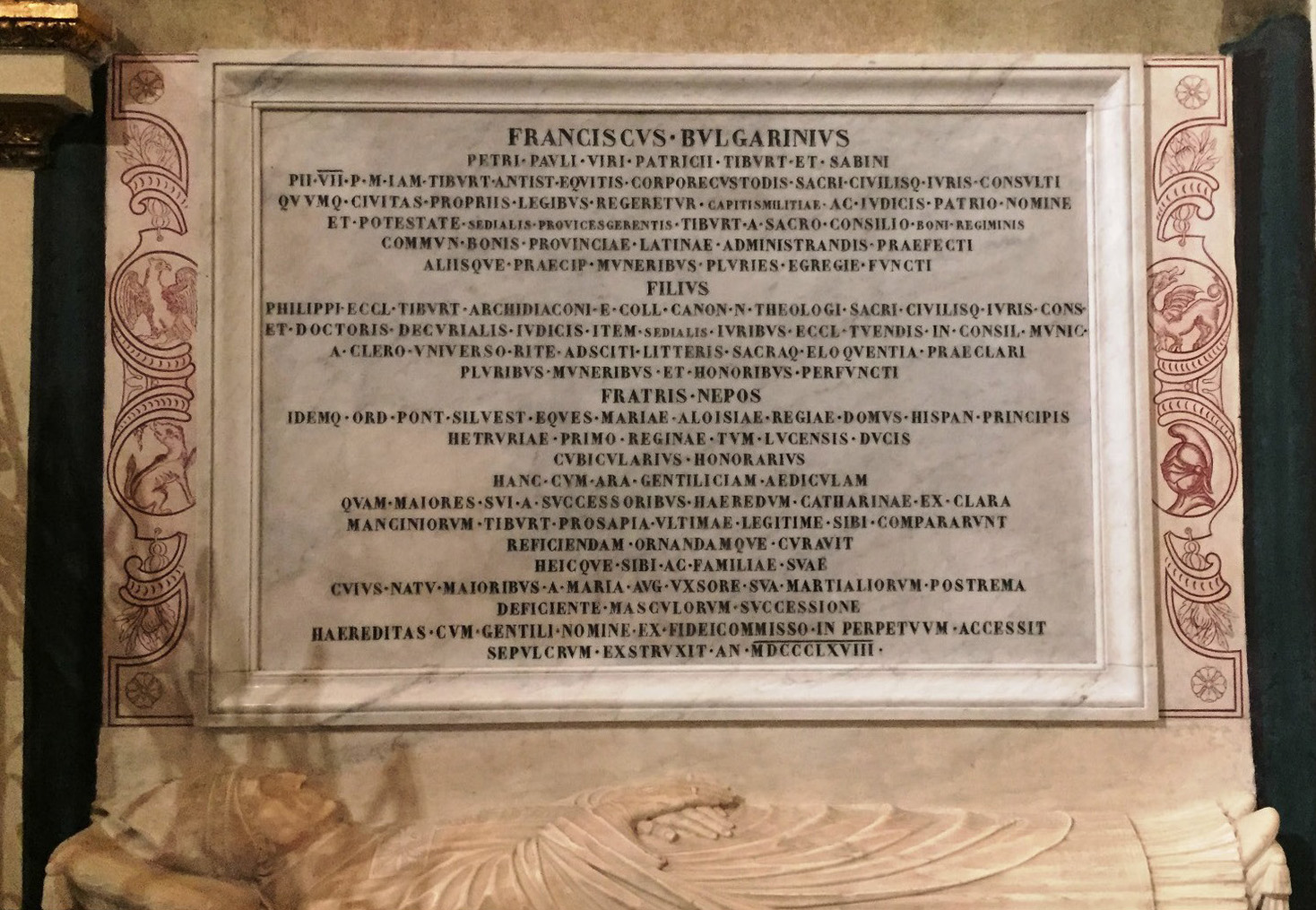
Lapide tombale di Francesco Bulgarini nella parete sinistra della prima cappella a sinistra nella chiesa di S. Lorenzo a Tivoli (Cattedrale). La lapide risale al 1888, mentre il Bulgarini era morto il 16 gennaio 1887.

Nel 1874 fece restaurare a sue spese e abbellire di pitture la Chiesa di S. Maria Maggiore a Tivoli, come risulta dalla lapide in marmo collocata presso la porta della chiesa.
Fu anche l'autore della proposta, nel 1881, e del relativo finanziamento per l'isolamento dei templi circolare e rettangolare dell'acropoli di Tivoli (chiamati rispettivamente di Vesta e della Sibilla) che erano uniti tra loro dalla casa del parroco della Chiesa di S. Giorgio.  I due templi furono riportati così nel loro aspetto originario.

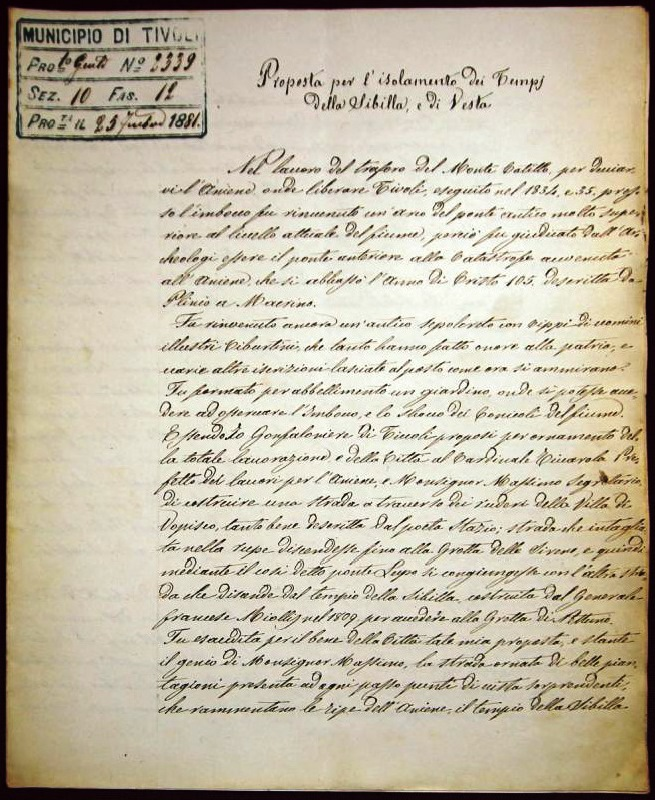
Richiesta di Francesco Bulgarini per l'isolamento dei due templi dell'acropoli di Tivoli

## Opere
- Notizie storiche, antiquarie, statistiche ed agronomiche intorno all'antichissima città di Tivoli e suo territorio, Tipografia Giovanni Battista Zampi, Roma 1848.  Ristampa anastatica, Arnaldo Forni editore, Sala Bolognese 1998.
- Appendice alle notizie su Tivoli, Roma 1849.
- Compendio delle notizie su Tivoli ad uso dei giovinetti che frequentano l'Istituto dei Religiosi delle Scuole Cristiane di detta città, Tipografia di Giovanni Cesaretti, Roma 1857.
- Esame della risposta dei signori Ignazio Leonelli sindaco e Stanislao Bellini assessore alle osservazioni / di Francesco Bulgarini, Tipografia Fratelli Pallotta, Roma 1874.
- Alcune riflessioni esposte al consiglio provinciale nell'adunanza 11 aprile 1878 / dal consigliere Francesco Bulgarini, Tip. ed. Romana, Roma 1878.
- Compendio delle notizie su Tivoli ad uso dei giovanetti che frequentano le Scuole Comunali di detta città, Tipografia Giuliani, Tivoli 1880.

## Omaggi
- A Francesco Bulgarini è intitolata una via nella città di Tivoli.
- A Francesco Bulgarini è intitolato il Premio annuale "Francesco Bulgarini sulla storia di Tivoli" riservato agli studenti delle quinte classi delle scuole primarie del comune di Tivoli.